# U.S. Post Office Mineola

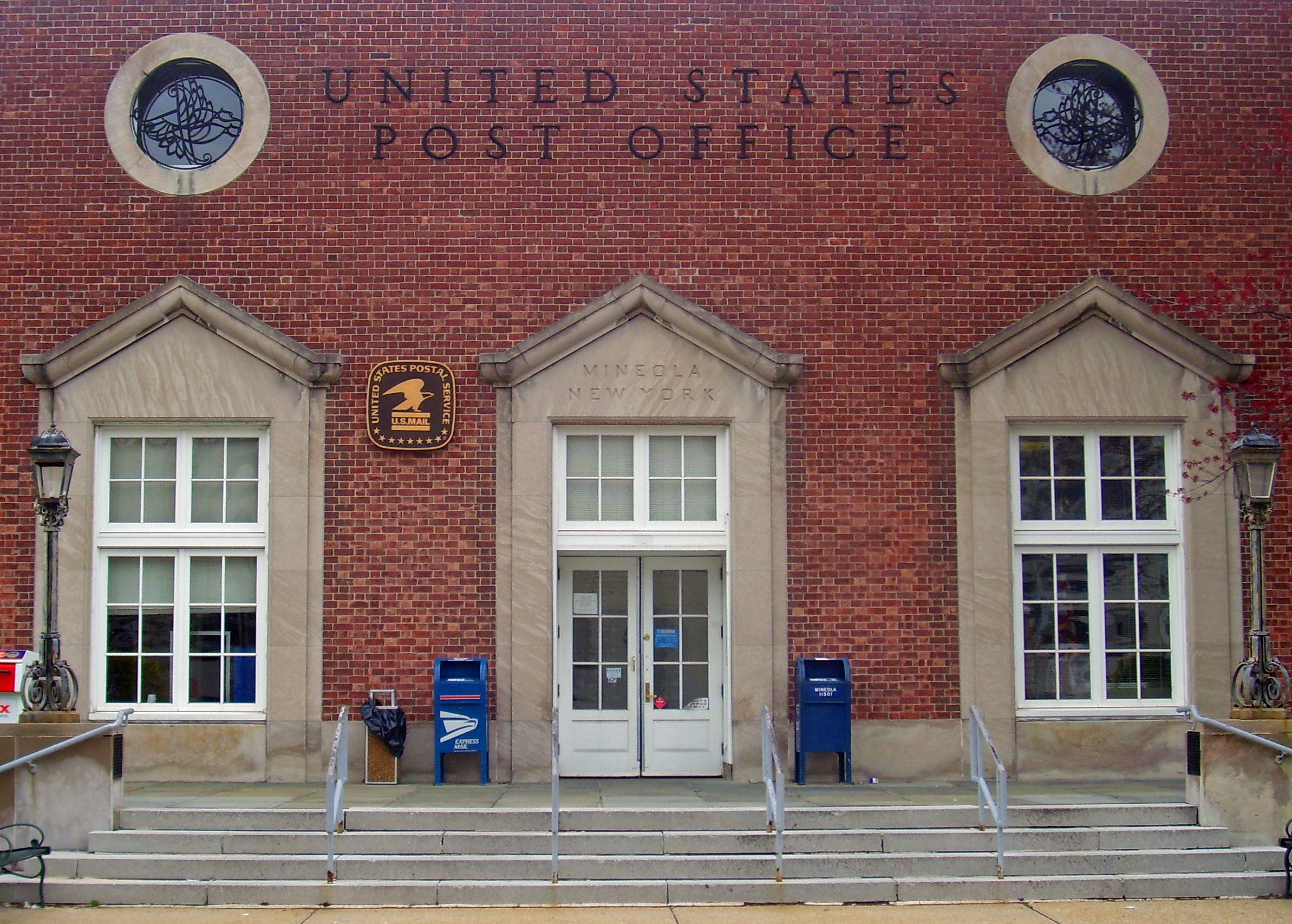
Haupteingang des Postamtes (Aufnahme von 2008)

Das U.S. Post Office Mineola ist das Postamt für den ZIP Code 11501 in Mineola im Nassau County, New York. Diese Ortschaft gehört zur Town of Hempstead. Das Gebäude befindet sich an der nordöstlichen Ecke der Kreuzung von First und Main Street.
Das Postamt ist ein aus Backsteinen erbautes Gebäude im Stil des Colonial Revival und wurde 1936 während der Weltwirtschaftskrise im Rahmen eines Arbeitsbeschaffungsprogramms erbaut, wie etliche weitere neue Postämter im Bundesstaat New York. Der Grundriss dieses Bauwerks ist in diesem Baustil unüblich – die einzigen weiteren ähnlich errichteten Postämter in New York befinden sich ebenfalls auf Long Island: das U.S. Post Office Oyster Bay und das frühere Postamt in Port Washington – und ist ungefähr sechseckig, sodass der Haupteingang nach Südwesten auf die Straßenecke deutet. Das Projekt war eine der letzten Arbeiten von Peabody, Wilson & Brown und wurde deswegen 1989 in das National Register of Historic Places aufgenommen.

## Gebäude
Alle sechs Seiten des zweistöckigen Stahlfachwerkgebäudes sind durch Ziegelsteine verkleidet, die Flämischer Verband ausgeführt sind. Die Eingangsterrasse besteht aus Granit und ist mit Dolerit eingefasst, an den Flanken stehen eiserne Laternen. Die mittleren drei der fünf Säulenjoche sind vertieft, um die Kalksteineinrahmungen der Doppeltüren zu ermöglichen. Über jedem der Fenstererker befindet sich eine Rosette und ein aus Bronze gefertigten Grill in der Form eines angedeuteten Adlers. Die Inschrift United States Post Office aus Bronzebuchstaben befindet sich zwischen den Rosetten und Mineola, New York ist in den Fries oberhalb des Haupteingangs eingemeißelt. Das Gebäude wird durch ein Flachdach mit Kalksteinverkleidungenframent gedeckt.
Im Inneren des Gebäudes ist die ursprüngliche rosa Tennessee-Marmor-Vertäfelung mit einer dunkleren Abschlussleiste erhalten geblieben. Oberhalb des Marmors befindet sich Putz mit geformten Gesimsen als Übergang zur Decke. Der Boden ist in Terrazzo mit eingelassenen Messingstreifen ausgeführt, wodurch die Fläche in Zonen unterschiedlicher Farben geteilt wird. Im Gegensatz zu anderen Postämtern in dieser Größe, die in den 1930er Jahren durch die Works Progress Administration in Auftrag gegeben wurden, fehlt in der Lobby dieses Postamtes ein Wandgemälde.

## Geschichte
Die auf gemeindefreiem Gebiet liegende Siedlung Mineola hatte bereits eine zentrale Rolle in dem damals primär landwirtschaftlich genutzten Gebiet gespielt und wurde deswegen 1899 als County Seat des neugebildeten Nassau Countys auserkoren. In den ersten Jahrzehnten des 20. Jahrhunderts führten Verbesserung von Eisenbahn- und Straßenverbindungen zu einer Suburbanisierung im Nassau County. Dieses Wachstum erforderte unter anderem auch ein neues Postamt.
1931 ermöglichte eine Ergänzung zum Public Buildings Act von 1926 den Bau von 136 neuen Postämtern im Bundesstaat New York, wovon sechzehn auf Siedlung auf Long Island entfielen, darunter auch Mineola. Das Grundstück wurde 1933 angekauft und mit dem Entwurf wurden Peabody, Wilson & Brown beauftragt, ein New Yorker Architekturbüro, das einige größere Landsitze auf Long Island projektiert hatte – etwa Charles Millard Pratts Seamoor in Glen Cove – oder auch das Rathaus in Huntington. Die Baufirma A.J. Paretta Contracting aus Long Island City begann 1935 mit den Arbeiten, die im Folgejahr abgeschlossen wurden.
Das Postamt in Mineola ist das einzige Bundesgebäude, das Peabody, Wilson & Brown entwarfen und eine ihrer letzten Arbeiten. Julian Peabody ertrank Anfang 1935 beim Untergang eines Schiffes vor der Küste New Jerseys und Archibald Manning Brown verließ das Architekturbüro, um das Team zu leiten, welches die Harlem River Houses projektierte; diese waren das erste durch Bundesmittel finanzierte Hausbauprojekt in New York City.

## Baustil
Der Stil des Colonial Revival war für Neubauten von Postämtern in New York seit 1905 beliebt geworden, als in der Region um die Finger Lakes die City of Geneva das erste in diesem Stil errichtete Postamt erhielt. In den 1920er Jahren wurde dieser Stil häufig verwendet und auch später, in den 1930er Jahren, als die Regierung versuchte, mit öffentlichen Bauten die Auswirkungen der Weltwirtschaftskrise auszugleichen. In der Regel wurde der Baustil des Colonial Revival verwendet, ohne konkrete Vorbilder zu nutzen. Einige der wenigen Ausnahmen sind einige Postämter im Hudson Valley: Hyde Park, Poughkeepsie, Rhinebeck und Wappingers Falls. Diese ahmten auf Wunsch des damaligen Präsidenten Franklin D. Roosevelt, der aus der Gegend stammte, jeweils bestimmte nicht mehr existierende Gebäude im Stil der Zeit der niederländischen Kolonialisierung nach. Das Postamt in Mineola verwendet Elemente des Colonial Revivals insbesondere bei den Einfassungen des Eingangs, der Pedimente, Rosetten und Fenster.
Das Aufkommen des Art déco und damit verbundener Stilelemente der Moderne in den 1930er Jahren machte sich bei dem Gebäude durch ein Flachdach, die breite Kalksteinornamente sowie die fehlenden Gesimse an der Dachkante bemerkbar. Auch die abstrakten Umrisse der Adler in den Rosetten setzen Akzente hin zur Moderne und weg vom Colonial Revival.